# 薛畿輔
薛畿輔，OBE，MBE，QPM，CPM（英語：Charles Payne Sutcliffe，1916年7月12日—2005年9月24日），英國人，於1969年至1974年期間擔任香港警務處處長。在香港任職前，薛畿輔在非洲坦干伊喀服務，至1960年被調派至香港擔任高級警司。薛畿輔於1973年負責調查葛柏案，此事直接促成了廉政公署的成立。2005年9月月底，薛畿輔因為膀胱癌在加拿大溫哥華病逝，享年89歲。

## 荣誉
- 英国
  -  大英帝国司令勋章 (CBE)

## 影視媒體形象
- 《金錢帝國》：2009年電影，由Leon Hill飾演。